# Contest
Contest är en kommun i departementet Mayenne i regionen Pays de la Loire i nordvästra Frankrike. Kommunen ligger i kantonen Mayenne-Ouest som tillhör arrondissementet Mayenne. År 2022 hade Contest 840 invånare.

## Befolkningsutveckling
Antalet invånare i kommunen Contest
| Referens: INSEE |